# Philipp Wilhelm Oeding
Philipp Wilhelm Oeding (* 15. Januar 1697 in Benzingerode; † 1781 in Braunschweig) war ein deutscher Maler und Miniaturist.

## Leben

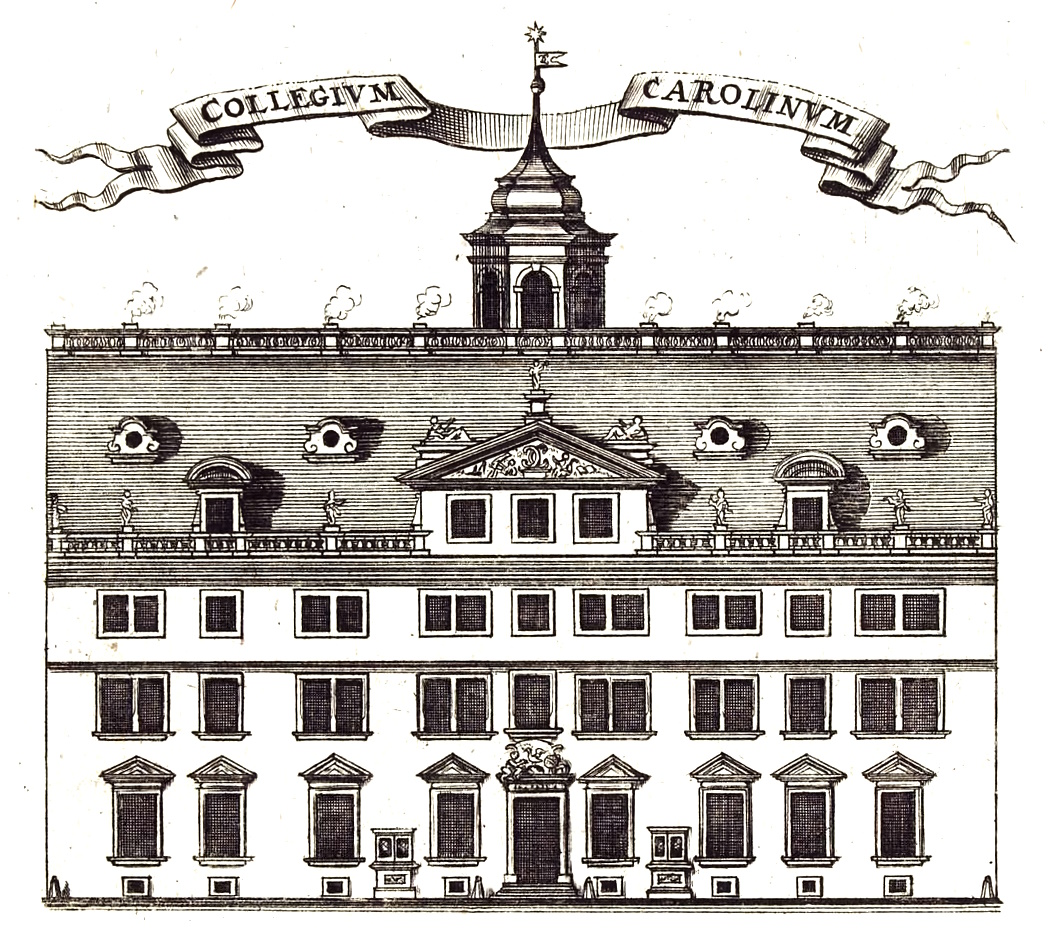
Collegium Carolinum um 1746

Philipp Wilhelm Oeding ging 1721 an die Akademie in Nürnberg; hier war Johann Daniel Preissler sein Lehrer. 1725 erwarb er das Nürnberger Bürgerrecht. 1729 heiratete er Barbara Helena Preissler, die Tochter seines Lehrers. 1741 ging Oeding als dänischer Hofmaler und Zeichenlehrer nach Altona. 1746 wurde er schließlich Professor der Zeichenkunst am Collegium Carolinum in Braunschweig.